# 27 septembre
27 août 27 octobre
Chronologies thématiques
- Croisades
- Ferroviaires
- Sports
- Disney
- Anarchisme
- Catholicisme

Abréviations / Voir aussi
- (° 1852) = né en 1852
- († 1885) = mort en 1885
- a.s. = calendrier julien
- n.s. = calendrier grégorien
- Calendrier
- Calendrier perpétuel
- Liste de calendriers
- Naissances du jour

Pour les articles homonymes, voir 27 septembre (homonymie).
Le 27 septembre est le 270e jour de l'année du calendrier grégorien, 271e lorsqu'elle est bissextile (il en reste ensuite 95).
C'était généralement l'équivalent du 6 vendémiaire du calendrier républicain français, officiellement dénommé jour de la balsamine.

## Événements

### XIVesiècle
- 1312 : signature de la charte de Kortenberg.
- 1331 : bataille de Płowce, pendant la guerre polono-teutonique.

### XVesiècle
- 1422 : signature de la paix du lac de Melno, entre le royaume de Pologne, le grand-duché de Lituanie, et l'ordre Teutonique.

### XVIesiècle
- 1529 : le premier siège de Vienne par les Ottomans débute.

### XVIIesiècle
- 1605 : victoire de la république des Deux Nations sur Charles IX de Suède, à la bataille de Kircholm.
- 1669 : fin du siège de Candie. Les Ottomans prennent la Crète aux forces européennes, après vingt-et-un ans de siège (le plus long de l'Histoire).

### XVIIIesiècle
- 1748 : une ordonnance du roi Louis XV abolit l'institution des galères[1].
- 1791 : l'Assemblée constituante de 1789 vote l'émancipation des Juifs, sur une proposition d'Adrien Duport.

### XIXesiècle
- 1810 : bataille de Buçaco (guerre d'indépendance espagnole), victoire des coalisés anglo-portugais, commandés par Wellington, arrêtant les Français dans leur tentative de conquête du Portugal.
- 1821 : fin de la guerre d'indépendance du Mexique.
- 1830 : les troupes royales conduites par Frédéric, deuxième fils de Guillaume Ier d'Orange, quittent Bruxelles.

### XXesiècle
- 1922 : abdication de Constantin Ier de Grèce.
- 1940 : formation de l’axe Rome-Berlin-Tokyo, par la signature du pacte tripartite.
- (Seconde guerre mondiale)
- 1942 : fin de la seconde bataille de Matanikau, pendant la bataille de Guadalcanal.
- 1949 : le drapeau de la république populaire de Chine est adopté.
- 1961 : la Sierra Leone devient membre de l'ONU.
- 1962 : 
  - naissance de la République arabe du Yémen.
  - Ahmed Ben Bella devient président du Conseil algérien.
- 1988 : fondation de la Ligue nationale pour la démocratie birmane.
- 1996 : prise de Kaboul par les talibans, et éviction du président Burhanuddin Rabbani.

### XXIesiècle
- 2001 : fusillade de Zoug.
- 2002 : le Timor oriental devient le 191e État membre de l'ONU.
- 2020 : reprise de la guerre, entre l'Azerbaïdjan et l'Arménie, pour le contrôle du Haut-Karabagh[2].
- 2024 : 5e jours des bombardements israéliens au Liban qui font état 300 morts et 91 blessés de plus[3].

## Arts, culture et religion
- 1540 : promulgation de la bulle Regimini militantis ecclesiae, reconnaissant la Compagnie de Jésus.
- 1656 : l'évêque de Montauban Pierre de Bertier nomme Henry Le Bret, « clerc légiste au diocèse de Paris », comme chanoine au chapitre collégial de Saint-Étienne de Montauban, dont Le Bret prendra possession par une procuration du 25 octobre, tout en faisant imprimer ensuite L'Histoire comique des États et Empires de la Lune, une version expurgée du premier roman de feu son ami Cyrano de Bergerac.
- 1822 : Champollion expose, à l'Académie des inscriptions et belles-lettres française, une ébauche de sa Lettre à M. Dacier relative à l'alphabet des hiéroglyphes phonétiques.
- 1884 : inauguration de l'Opéra d'État hongrois.

## Sciences et techniques
- 1825 : inauguration du chemin de fer de Stockton et Darlington, première ligne de chemin de fer à utiliser des locomotives à vapeur et à transporter des voyageurs.
- 1981 : entrée en service officiel du TGV en France, entre Paris Gare de Lyon et Lyon.
- 1987 : Jacques Chirac et Hosni Moubarak inaugurent le métro du Caire.
- 2017 : annonce de la détection de GW170814, première onde gravitationnelle détectée à la fois par LIGO et par Virgo.
- 2018 : en France, Barbara Cassin reçoit la médaille d'or du CNRS.

## Économie et société
- 1791 : l'Assemblée constituante française supprime les chambres de commerce[4].
- 1854 : naufrage du SS Arctic.
- 1957 : le jeune cycliste normand Jacques Anquetil réalise un exploit en remportant le grand prix des Nations à 19 ans seulement[5].
- 1983 : Richard Stallman lance le projet GNU.
- 1998 : lancement officiel du moteur de recherche Google.
- 2014 : éruption du mont Ontake.

## Naissances

### IXesiècle
- 830 : Ermentrude d'Orléans, reine franque, épouse de Charles II le Chauve († 6 octobre 869).

### XIIIesiècle
- 1271 : Venceslas II, roi de Bohême de 1278 à 1305, et de Pologne de 1300 à 1305 († 21 juin 1305).
- 1275 : Jean II, duc de Brabant et de Limbourg, de 1294 à 1312 († 27 octobre 1312).

### XIVesiècle
- 1389 : Cosme de Médicis, banquier, diplomate et grand duc de Toscane († 1er août 1464).

### XVIesiècle
- 1533 : Étienne Bathory, roi de Pologne de 1576 à 1586 († 12 décembre 1586).

### XVIIesiècle
- 1601 : Louis XIII, le juste, roi de France de 1610 à 1643 († 14 mai 1643)[6].
- 1627 : Jacques-Bénigne Bossuet, prélat et écrivain français († 12 avril 1704).
- 1696 : saint Alphonse de Liguori, théologien et docteur de l’Église italien, fondateur des rédemptoristes († 1er août 1787).

### XVIIIesiècle
- 1722 : Samuel Adams, homme d'État, écrivain et philosophe américain, un des pères fondateurs des États-Unis d'Amérique († 2 octobre 1803).
- 1793 : Denys Affre, prélat français († 27 juin 1848).
- 1795 : Auguste Trognon, historien français († 27 décembre 1873).

### XIXesiècle
- 1818 : Hermann Kolbe, chimiste allemand († 25 novembre 1884).
- 1821 : Henri-Frédéric Amiel, écrivain et philosophe suisse. († 11 mai 1881)
- 1826 : Armand David, religieux, zoologiste et botaniste français († 10 novembre 1900).
- 1840 : Alfred Mahan, historien et stratège naval américain († 1er décembre 1914).
- 1876 : James Francis Abbott, zoologiste américain († 3 juillet 1926).
- 1879 : J. André Fouilhoux, architecte américain d'origine française († 20 juin 1945).
- 1885 : Charles Benjamin Howard, homme d’affaires, industriel et homme politique québécois († 25 mars 1964).
- 1886 : Lucien Gaudin, escrimeur français, quadruple champion olympique († 23 septembre 1934).
- 1898 : Vincent Youmans, compositeur et producteur américain († 5 avril 1946).

### XXesiècle
- 1901 : Ivan Milutinović (Иван Милутиновић), révolutionnaire communiste yougoslave († 23 octobre 1944).
- 1903 : Antoinette Giroux, actrice québécoise († 8 juillet 1978).
- 1907 : 
  - Francis Ambrière, écrivain français († 1er juillet 1998).
  - Zhang Chongren, artiste sculpteur chinois ami de Hergé et inspirateur de son personnage de bandes dessinées "Tchang" ami de "Tintin" († 8 octobre 1998).
- 1911 : Serge Tolstoï, écrivain français, petit-fils de Léon Tolstoï († 12 janvier 1996).
- 1912 : Gérard Delage, journaliste, écrivain et animateur de radio et de télé québécois († 24 mai 1991).
- 1914 : Jūkichi Uno (宇野重吉), acteur japonais († 9 janvier 1988).
- 1919 : John Michael « Johnny » Pesky, joueur de baseball américain († 13 août 2012).
- 1920 : William Conrad, acteur et réalisateur américain († 11 février 1994).
- 1922 : Arthur Penn, acteur et réalisateur américain († 28 septembre 2010).
- 1923 : Bernard Manciet, écrivain français († 3 juin 2005).
- 1924 : Bud Powell, pianiste de jazz américain († 31 juillet 1966).
- 1925 : Alexandru Vișinescu, commandant de la prison roumaine de Râmnicu Sărat († 5 novembre 2018).
- 1930 : Françoise Xenakis (Gargouil veuve Xenakis), romancière et journaliste française († 12 février 2018).
- 1931 : Edward Meeks, acteur et producteur franco-américain († 2 juillet 2022).
- 1932 : 
  - Gabriel Loubier, avocat et homme politique et d'affaires québécois.
  - Oliver Williamson (Oliver Eaton Williamson), prix dit Nobel d'économie américain ex æquo en 2009 († 21 mai 2020).
- 1933 : Francis Gregory Alan « Greg » Morris, acteur américain († 27 août 1996).
- 1935 : 
  - Donatien Laurent, musicologue, ethnologue et linguiste français et breton brittophone († 24 mars 2020).
  - Allister Wences « Al » MacNeil, joueur et entraîneur de hockey sur glace canadien.
- 1936 : Jean Férignac, handballeur français.
- 1938 : 
  - Jean-Loup Dabadie, scénariste, dialoguiste, parolier  et académicien français († 24 mai 2020).
  - René Schiermeyer, lutteur français, médaillé olympique.
- 1939 : István Kozma, lutteur hongrois, double champion olympique († 9 avril 1970).
- 1940 :
  - Patrick Font, humoriste et chansonnier français († 6 avril 2018).
  - Rudolph Moshammer, styliste allemand († 14 janvier 2005).
- 1941 :
  - Peter Bonetti, footballeur anglais († 12 avril 2020).
  - Serge Ménard, homme politique québécois.
- 1943 : Randolph Charles « Randy » Bachman, auteur-compositeur-interprète et musicien canadien des groupes The Guess Who et Bachman-Turner Overdrive.
- 1946 : François Dunoyer, acteur français.
- 1947 : Meat Loaf (Marvin Lee Aday dit), chanteur et acteur américain († 20 janvier 2022).
- 1948 : 
  - Tom Braidwood, acteur canadien.
  - Véronique Kantor, personnalité française de l'humanitaire, ex-épouse de Coluche, administratrice des Restos du Cœur († 6 avril 2018).
  - A Martinez (Adolph Larrue Martinez dit), acteur américain.
- 1949 : Michael Jack « Mike » Schmidt, joueur de baseball américain.
- 1951 :
  - Péter Baczakó, haltérophile hongrois († 1er avril 2008).
  - Michel Rivard, auteur-compositeur et interprète québécois, membre fondateur du groupe Beau Dommage.
- 1952 :
  - Olivier Perdu, égyptologue français au Collège de France, professeur, directeur de revue, vice-président, commissaire d'exposition.
  - Dumitru Prunariu, spationaute roumain.
  - André Viger, marathonien québécois en fauteuil roulant († 1er octobre 2006).
- 1953 :
  - Mata Amritanandamayi (माता अमृतानन्‍दमयी), figure spirituelle indienne.
  - Claudio Gentile, footballeur puis entraîneur italien.
  - Gregory Norman « Greg » Ham, musicien et compositeur australien du groupe Men at Work († 19 avril 2012).
  - Claude Mouriéras, cinéaste français.
- 1955 : Yves Loday, navigateur français, champion olympique.
- 1956 : Pascal Simon, cycliste sur route français.
- 1958 :
  - Shaun Cassidy, chanteur et acteur américain.
  - Carmen Cerdeira, avocate et femme politique espagnole († 2 août 2007).
  - René Richard Cyr, acteur et metteur en scène québécois.
- 1959 :
  - Charly Bérard, cycliste français.
  - Miroslav Fryčer, hockeyeur professionnel de la République tchèque.
  - Beth Heiden (Elizabeth Lee Heiden Reid dite), patineuse de vitesse, cycliste sur route et skieuse américaine.
- 1960 : Jean-Marc Barr, acteur et réalisateur français.
- 1961 : Andy Lau, acteur et chanteur hong-kongais.
- 1963 : Cécilia Hornus, actrice française.
- 1964 : Predrag Brzaković, footballeur yougoslave puis serbe († 15 septembre 2012).
- 1965 :
  - Matt Konture (Mathieu de La Fouchardière dit), auteur de bande dessinée français.
  - Bernard Lord, homme politique canadien.
  - Peter MacKay, homme politique canadien, plusieurs fois ministre.
  - Nathalie Rihouet, présentatrice météo française.
- 1966 : Stephanie Wilson, astronaute américaine.
- 1970 : 
  - Seema Verma, conseillère politique américaine spécialiste de la politique de santé.
  - Tamara Taylor, actrice canadienne.
- 1971 : Chris Avellone, concepteur de jeux américain.
- 1972 :
  - Clara Hughes, patineuse de vitesse et cycliste canadienne.
  - Gwyneth Paltrow, actrice américaine.
  - Lhasa de Sela, chanteuse américano-mexicaine († 1er janvier 2010).
  - Bibian Mentel-Spee, snowboardeuse néerlandaise († 29 mars 2021).
- 1973 : 
  - Stanislav Pozdniakov, escrimeur russe pratiquant le sabre, quadruple champion olympique.
  - Cyril Takayama, illusionniste japonais.
- 1974 :
  - Mickaël Hay, joueur puis entraîneur de basket-ball français.
  - Pedro Horrillo, cycliste sur route espagnol.
- 1976 :
  - Luca Parmitano, spationaute italien.
  - Francesco Totti, footballeur italien.
  - Aurélie Konaté : actrice française
- 1977 : Lucas Bernardi, footballeur argentin.
- 1978 : 
  - Bradley Kirk « Brad » Arnold, chanteur américain du groupe 3 Doors Down.
  - Franky Zapata dit parfois l'homme volant, inventeur, pilote et homme d'affaires français.
- 1981 : Cytherea (Cassie-Ardolla Elaine Story dite), actrice pornographique américaine.
- 1982 :
  - Thomas Kelati, joueur de basket-ball américain naturalisé polonais.
  - Lil Wayne (Dwayne Michael Carter Jr. dit), chanteur américain.
  - LaTanya Chantella « Tan » White, basketteuse américaine.
  - Darrent Williams, joueur américain de foot américain († 1er janvier 2007).
- 1983 :
  - Jay Bouwmeester, hockeyeur professionnel canadien.
  - Christopher James « Chris » Quinn, basketteur américain.
- 1984 :
  - Avril Lavigne, chanteuse canadienne.
  - Wouter Weylandt, cycliste sur route belge († 9 mai 2011).
- 1985 : Anthony Morrow, basketteur américain.
- 1986 : Stéphane Ruffier, footballeur français.
- 1987 :
  - Anthony Mounier, footballeur français.
  - Olga Puchkova (Ольга Алексеевна Пучкова), joueuse de tennis russe.
- 1989 :
  - Mandy François-Elie, athlète de sprint française.
  - Park Tae-hwan (박태환), nageur sud-coréen.
- 1990 : Hugo Houle, cycliste québécois.
- 1991 : Simona Halep, joueuse de tennis roumaine
- 1992 : Pak Kwang-ryong, footballeur nord-coréen.
- 1995 : Lina Leandersson, actrice suédoise.
- 1997 : Prince Wong, militante de Hong Kong.

### XXIesiècle
- 2002 : Jenna Ortega, actrice américaine.
- 2004 : Autumn Peltier, militante wiikwemkoong ontarienne pour le droit à l'eau.
- 2011 : Maja Söderström, actrice suédoise.

## Décès

### XIIesiècle
- 1181 : Guichard de Pontigny, prélat français (° inconnue).

### XIIIesiècle
- 1249 : Raymond VII, comte de Toulouse (° 1197).

### XVIesiècle
- 1590 : Urbain VII (Giovanni Battista Castagna dit), 228e pape, en fonction en 1590 (° 4 août 1521).

### XVIIesiècle
- 1660 : Vincent de Paul, prêtre français, saint de l'Église catholique (° 24 avril 1581).
- 1663 : Philippe de Schleswig-Holstein-Sonderbourg-Glücksbourg, duc de Schleswig-Holstein-Sonderbourg-Glücksbourg (° 15 mars 1584).

### XVIIIesiècle
- 1735 : Peter Artedi, naturaliste suédois (° 10 mars 1705).
- 1783 : Étienne Bézout, mathématicien français (° 31 mars 1730).

### XIXesiècle
- 1834 : Konrad Mannert, historien et géographe allemand (° 17 avril 1756).
- 1849 : Michel Mycielski : général de brigade polonais (° 24 juin 1799).
- 1875 : Édouard Corbière, marin, écrivain, journaliste et armateur français (° 1er avril 1793).
- 1883 : Oswald Heer, géologue et naturaliste suisse (° 31 août 1809).
- 1886 : 
  - Pierre de Breyne, homme politique belge (° 17 avril 1801).
  - Octave François Charles Didelot, officier de marine français (° 2 décembre 1812).
- 1897 : Charles Denis Bourbaki, militaire français ( ° 22 avril 1816).

### XXesiècle
- 1910 : Jorge Chávez Dartnell, aviateur franco-péruvien (° 13 juin 1887).
- 1917 :
  - Georges Chemet, aviateur français (° 12 juin 1891).
  - Edgar Degas, peintre français (° 19 juillet 1834).
- 1918 : Louise de Bettignies, agent secret français, sous le pseudonyme d’Alice Dubois (° 15 juillet 1880).
- 1919 : Adelina Patti, artiste lyrique italienne (° 10 février 1843).
- 1921 : Engelbert Humperdinck, compositeur d'opéras allemand (° 1er septembre 1854).
- 1939 : Victor Auzat, entomologiste français (° 3 janvier 1865).
- 1941 : Alfonso Albéniz, footballeur et diplomate espagnol (° 1er janvier 1886).
- 1943 : 
  - Lucien Jacob, chef d'un groupe de résistants français bateliers du Rhin (° 6 novembre 1902).
  - Charles Lieby, résistant français, batelier du Rhin (° 31 octobre 1908).
  - Joseph-Louis Metzger, résistant français (° 5 décembre 1905).
  - Emile Wendling, résistant français batelier du Rhin (° 10 mai 1913).
- 1944 : Aristide Maillol, sculpteur et peintre français (° 8 décembre 1861).
- 1959 : Marcelle Géniat, actrice française (° 10 juillet 1881).
- 1961 : Hilda Doolittle dite H.D., poétesse américaine (° 10 septembre 1886).
- 1964 : Pia Nalli, mathématicienne italienne (° 10 février 1886).
- 1965 : Clara Bow, actrice américaine (° 29 juillet 1905).
- 1967 : Félix Youssoupov (Феликс Феликсович Юсупов), prince russe (° 11 mars 1887).
- 1972 : Shiyali Ramamrita Ranganathan (शियाली राममृत रंगनाथन), mathématicien et bibliothécaire indien (° 9 août 1892).
- 1975 : Maurice Feltin, prélat français, cardinal, archevêque de Paris de 1949 à 1966 (° 15 mai 1883).
- 1979 :
  - Klara Caro, féministe allemande (° 6 janvier 1886).
  - Gracie Fields (Grace Stansfield dite), chanteuse et actrice britannique (° 9 janvier 1898).
  - James « Jimmy » McCulloch, guitariste écossais du groupe Wings (° 4 juin 1953).
- 1981 : Robert Montgomery, acteur, réalisateur et producteur américain (° 21 mai 1904).
- 1985 : Lloyd Nolan, acteur américain (° 11 août 1902).
- 1986 : Clifford Lee « Cliff » Burton, musicien américain, bassiste du groupe Metallica (° 10 février 1962).
- 1987 : Yves Lagatu, aviateur des Forces françaises libres, compagnon de la Libération (° 8 novembre 1914).
- 1988 : Teofilo Camomot, archevêque philippin, vénérable (° 3 mars 1914).
- 1990 : Marie-Thérèse Auffray, peintre et résistante française (° 27 septembre 1912)
- 1991 : Oona O'Neill, fille du dramaturge américain Eugene O’Neill et veuve de Charlie Chaplin (° 14 mai 1925).
- 1992 : Jacques-Paul Martin, prélat français, cardinal de 1988 à sa mort (° 26 août 1908).
- 1998 : Doak Walker, joueur de foot U.S. américain (° 1er janvier 1927).
- 2000 : Francis le Belge, gangster, trafiquant de drogue et proxénète français (° 3 mars 1946).

### XXIesiècle
- 2003 : Donald O'Connor, acteur américain (° 28 août 1925).
- 2005 :
  - Karl Decker, footballeur autrichien (° 5 septembre 1921).
  - Roger Tréville, acteur français (° 17 novembre 1902).
- 2007 :
  - René Binggeli, cycliste sur route suisse (° 17 janvier 1941).
  - Nenad Bogdanović, homme politique yougoslave puis serbe (° 12 mai 1954).
  - Kenji Nagai, photojournaliste japonais (° 27 août 1957).
  - Marjatta Raita, actrice finlandaise (° 17 février 1944).
  - Darcy Robinson, hockeyeur sur glace canadien (° 3 mai 1981).
  - Avraham Shapira, rabbin israélien (° 20 mai 1914).
- 2008 : Mahendra Kapoor, chanteur de playbacks indien (° 9 janvier 1934).
- 2009 :
  - René Bliard, footballeur français (° 18 octobre 1932).
  - Pierre-Christian Taittinger, homme politique français (° 5 février 1926).
- 2010 :
  - George Blanda, joueur américain de football américain (° 17 septembre 1927).
  - Jean-Pierre Chapel, journaliste spécialiste de défense, aéronautique et espace français (° 14 août 1935).
  - Pierre Guffroy, chef décorateur français (° 22 avril 1926).
  - Ahmed Maher, homme politique et diplomate égyptien (° 14 septembre 1935).
  - Sally Menke, monteuse de films américaine (° 17 décembre 1953).
- 2012 : 
  - Herbert Lom, acteur anglais d'origine tchèque (° 11 septembre 1917).
  - Jean Mambrino, écrivain et poète français (° 15 mai 1923).
- 2013 : 
  - Oscar Castro-Neves, guitariste et compositeur brésilien (° 15 mai 1940).
  - Ferenc Kárpáti, homme politique hongrois (° 16 octobre 1926).
  - Tuncel Kurtiz, acteur turc (° 1er février 1936).
  - Jean-Pierre Mallet, militaire et banquier français, Compagnon de la Libération (° 24 juin 1920).
  - Silvano Montevecchi, prélat catholique italien (° 31 mars 1938).
  - Mame Bassine Niang, avocate sénégalaise (° 1951).
  - François Perin, juriste et homme politique belge (° 31 janvier 1921).
  - Jay Robinson, acteur américain (° 14 avril 1930).
- 2014 :
  - Gaby Aghion, styliste française (° 3 mars 1921).
  - Danièle Breem, journaliste française (° 17 février 1921).
  - Abdelmajid Lakhal, metteur en scène de théâtre et acteur tunisien (° 29 novembre 1939).
- 2016 : Yvan Chiffre (Yvan Lucien Chiffre), cascadeur français de cinéma, figurant ou réalisateur occasionnel (° 3 mars 1936).
- 2017 : Anne Jeffreys, actrice et chanteuse américaine (° 26 janvier 1923).
- 2018 : Marty Balin (Martyn Jerel Buchwald dit), musicien américain, cofondateur de Jefferson Airplane / Starship (° 30 janvier 1942).
- 2019 : 
  - Luis Ospina, réalisateur, producteur et scénariste colombien (° 14 juin 1949).
  - Joseph C. Wilson, diplomate et écrivain américain (° 6 novembre 1949).
- 2021 : 
  - François Florent (François Eichholtzer), homme de théâtre français des cours Florent, de langue maternelle alsacienne (° 30 avril 1937).
  - Roger Hunt, Ibrahim Mbombo Njoya, Boban Petrović.
- 2022 : Amadou Ali, André van der Bijl, Claude Kory Kondiano, Boris Moïsseïev, Michel Pinçon.
- 2023 :
  - Jesús Aranzabal, coureur cycliste espagnol (° 25 décembre 1939).
  - Jim Forrest, footballeur écossais (° 22 septembre 1944).
  - Djovi Gally, avocat et homme politique togolais (° 6 octobre 1955).
  - Catherine Lachens, actrice française (° 2 septembre 1945).
  - Aziz Pahad, homme politique sud-africain (° 25 décembre 1940).
- 2024 :
  - Fabián Caballero, footballeur argentin (° 31 janvier 1978).
  - Muriel Furrer, coureuse cycliste suisse (° 1er juillet 2006).
  - Hassan Nasrallah, religieux chiite et homme politique libanais (° 31 août 1960).
  - Abbas Nilforoushan, militaire iranien (° 23 août 1966).
  - Martine Paschoud, metteur en scène et comédienne suisse (° 6 avril 1942).
  - Maggie Smith, actrice britannique (° 28 décembre 1934).
  - Marc Trivier, photographe belge, connu pour ses portraits d'artistes et ses scènes d'abattoirs (1960).

## Célébrations

### Internationale
- Organisation mondiale du tourisme : journée mondiale du tourisme[7].

### Nationale
- Communauté française de Belgique (Belgique) : fête de la Fédération Wallonie-Bruxelles.

### Saints des Églises chrétiennes

#### Catholiques et orthodoxes
Saints du jour, :
- Adérit [IIe et / ou IIIe siècle(s)], évêque de Ravenne, successeur de Saint Apollinaire de Ravenne (Ier siècle)[10].
- Adolphe de Cordoue - ou « Adulphe » -, et Jean († 852), frères, martyrs par la main des musulmans à Cordoue en Andalousie, sous l’émir Abd ar-Rahman II.
- Caïus (IIIe siècle), évêque de Milan.
- Callistrate de Carthage († 288), Gymnasios et leurs quarante-huit compagnons, soldats martyrs sous Dioclétien.
- Florentin († 406), avec Hilaire ou Hilier et Aphrodise, martyrs.
- Hiltrude († 754 ou 785) ou
- Hiltrude de Liessies (769 ou IXe siècle), moniale, vierge à Liessies en Hainaut, au diocèse de Cambrai.

#### Saint et bienheureux catholiques
- Antonia Luzmila († 1990), bienheureuse religieuse péruvienne.
- Bonfils de Foligno († vers 1115), moine et abbé du monastère Notre-Dame à Storace, évêque de Foligno.
- Elzéar de Sabran († 1323), et la bienheureuse Delphine de Sabran, son épouse[11].
- Hermie Martinez Amigo († 1936), bienheureuse laïque espagnole, martyre de la guerre civile espagnole.
- Jean-Baptiste Laborier († 1794), bienheureux diacre français, martyr lors de la Révolution française.
- Joseph Fenollosa Alcayna († 1936), bienheureux religieux prêtre espagnol, martyr de la guerre civile espagnole.
- Laurent de Ripafratta († 1456), bienheureux prêtre dominicain italien.
- Marie Fenollosa Alcayna († 1936), bienheureuse religieuse espagnole, martyre de la guerre civile espagnole.
- Marien Clément Sanches († 1936), bienheureux religieux prêtre espagnol, martyr de la guerre civile espagnole.
- Vincent de Paul († 1660), fondateur des Sœurs de saint Vincent de Paul[8].

#### Saints orthodoxes
Saints du jour, aux dates parfois "juliennes" / orientales :
- Flavien d'Antioche († 404), patriarche d'Antioche.
- Anthime l'Ibère († 1716), métropolite de l’Hongro-Valachie, martyr par la main des musulmans en Roumanie.
- Aquiline de Zanglivéri(on) († 1764) - ou « Aquilina » -, originaire de Chalcidique, martyrisée par les Turcs.
- Sabas de Solovski († 1435), moine cofontateur du monastère de Solovki dans la mer Blanche.

### Prénoms du jour
Vincent en mémoire de Saint Vincent de Paul, et ses variantes ou dérivés : Vince, Vin, Vinnie ou Vinny (plutôt anglophones), Vincenzo (italien), Vincenze, Vincente.
Ses formes féminines : Vincence, Vincente, Vincentine et Vincenza, Vincenzina (italiennes), sinon Winnie, Winny etc. (fêtées aussi le 22 janvier).
Et aussi :
- Adhérit et ses variantes ;
- aux Hiltrude.

## Traditions et superstitions

### Dictons du jour
- « À la saint-Vincent, prends ton temps. »[12]
- « Saint-Vincent-de-Paul trouble, met du vin dans la gourde. »[13]

### Astrologie
- Signe du zodiaque : cinquième jour du signe astrologique de la Balance.

## Toponymie
- Plusieurs voies, places, sites ou édifices de pays ou provinces francophones contiennent la date du jour dans leur nom sous différentes graphies possibles : voir Vingt-Sept-Septembre.